# Institut d'astrophysique de Paris
L'Institut d'astrophysique de Paris (IAP, en català, Institut d'Astrofísica de París) és un institut de recerca a París, França. L'institut forma part de la Universitat Sorbona i està vinculat al CNRS. Es troba a París, al costat de l'Observatori de París. L'IAP va ser fundada l'any 1936 pel Ministeri d'Educació francès sota Jean Zay i el seu primer director va ser Henri Mineur.

## Investigador famós
- Alessandra Buonanno, una física teòrica italiana